# Udžijasu Hódžó
Udžijasu Hódžó (japonsky: 北条 氏康, Hódžó Udžijasu; 1515 – 21. října 1571) byl synem Udžicuny Hódžó a třetím vůdcem japonského pozdního klanu Hódžó z Odawary. Udžijasu je obecně považován za nejschopnějšího z pěti generací daimjóů rodu Hódžó. Byl současníkem slavných daimjóů období Sengoku Kenšina Uesugiho, Šingena Takedy a Jošimota Imagawy.
Smrt jeho otce Udžicuny se v roce 1541 pokusil využít Tomosada Ógigajacu a neúspěšně oblehl hrad Edo. O čtyři roky později se Tomosada spojil s Haruudžim Ašikagou a Norimasou Uesugim a oblehl hrad Kawagoe bráněný Cunanarim Hódžó (mladším Udžijasuovým bratrem). Posádku hradu tvořilo jen 3000 bojovníků, kteří čelili 85 000 obléhatelům. Udžicuna rychle shromáždil 8000 mužů a vydal se bratrovi na pomoc. Vzhledem k obrovské přesile obléhatelů se Udžicuna rozhodl pro netradiční taktiku a nařídil překvapivý noční útok. Aby ještě zvýšil šanci na úspěch, nařídil svým bojovníkům odložit těžkou ochrannou výzbroj a zakázal uřezávání hlav padlých nepřátel. Tento tradiční, časově náročný, samurajský zvyk by totiž příliš zdržoval při riskantní noční akci, jejíž úspěch závisel na rychlosti. Noční útok podpořený výpadem obránců z hradu byl nadmíru úspěšný a koalice nepřátel Hódžóů se rozpadla.
V roce 1564 se Udžijasu střetl s Jošihirem Satomim v druhé bitvě u Kónodai – na stejném místě, kde se střetli jejich otcové Udžicuna Hódžó a Jošitaka Satomi v roce 1538. Udžijasu měl k dispozici 20 000 bojovníků, Jošihiro jen 8 000. A stejně jako o 26 let dříve se z vítězství radoval klan Hódžó.
Udžijasu zemřel v roce 1571, kdy už (od roku 1559) klanu vládl jeho syn Udžimasa Hódžó.